# Eulogio Martínez
Eulogio Ramiro Martínez (Asunción, 11 de marzo de 1935-Barcelona, 30 de septiembre de 1984) fue un futbolista paraguayo que se destacó en las décadas de los 50 y 60. Jugaba de delantero y se destacó en el Club Libertad y en el Fútbol Club Barcelona. Su juego se caracterizaba por una notable destreza y un agudo instinto goleador y fue el primer futbolista en la historia  en marcar un gol en el Camp Nou.

## Trayectoria

### Inicios
Empezó su carrera deportiva en el Libertad, con el club de Tuyucuá integró el denominado "mejor equipo del siglo", el Libertad de 1955, donde formó un ataque temible junto con Hermes González, Máximo Rolón y Rogelio Bedoya. Aquel equipo se alzó indiscutiblemente con el Campeonato Paraguayo de 1955, Kokito anotó 10 goles. Aquel Libertad invencible en el plano local también trasladó ese poderío al plano internacional con memorables victorias al poderoso Partizan de Belgrado por 4-3 y las más recordada al River Plate con un apabullante 5-1 al mejor River de todos los tiempos, invencible en toda América con integrantes como Santiago Vernazza, Amadeo Carrizo, Félix Lostau, Enrique Omar Sívori, Walter Prado entre otros.

### F. C. Barcelona
En F. C. Barcelona jugó como delantero durante seis temporadas, fue el máximo goleador del conjunto barcelonista en las temporadas: 1956-57, 1957-58 y 1959-60, convirtiendo así 168 goles en 225 partidos. Marcó el primer gol de la historia del Camp Nou, el 24 de septiembre de 1957. Con el conjunto azulgrana ganó 6 títulos: dos Ligas españolas, dos Copas de España  y dos Copas Europeas de Ferias.
Era tal su poderío goleador que en ese año, Martínez le había anotado cuatro tantos al Real Madrid en un lapso de quince minutos durante un partido por cuartos de final de la Copa del Generalísimo, hoy llamado Copa del Rey, registro que pocos han conseguido ante dicho adversario en la historia. En este mismo torneo, Kokito le anotó nada menos que siete goles al Atlético de Madrid en un partido por la fase anterior de octavos de final.

### Otros clubes y retirada deportiva
Abandonó el F. C. Barcelona en 1962, para fichar posteriormente por el Elche CF, en el que jugó 2 temporadas, en el Atlético de Madrid, donde jugó 1 temporada y el Club Esportiu Europa, también 1 temporada, para luego finalizar su carrera deportiva en el año 1965.

### Doble nacionalidad
Formó parte de las selecciones nacionales de Paraguay y España. Jugó ocho veces en la selección de Paraguay y disputó con la selección de España el mundial de Chile 62.

## Fallecimiento
Falleció el 30 de septiembre de 1984, en la ciudad de Barcelona, España, a la edad de 49 años.

## Clubes
| Club               | País     | Año       |
| ------------------ | -------- | --------- |
| Libertad           | Paraguay | 1953-1955 |
| F. C. Barcelona    | España   | 1955-1962 |
| Elche C. F.        | España   | 1962-1964 |
| Atlético de Madrid | España   | 1964-1965 |
| CE Europa          | España   | 1965      |

## Palmarés

### Campeonatos nacionales
| Título                     | Club            | País     | Año     |
| -------------------------- | --------------- | -------- | ------- |
| Campeonato paraguayo       | Libertad        | Paraguay | 1955    |
| Copa del Generalísimo      | F. C. Barcelona | España   | 1957    |
| Primera División de España | F. C. Barcelona | España   | 1958-59 |
| Copa del Generalísimo      | F. C. Barcelona | España   | 1958-59 |
| Primera División de España | F. C. Barcelona | España   | 1959-60 |
| Copa del Generalísimo      | F. C. Barcelona | España   | 1962-63 |
| Copa del Generalísimo      | Atlético Madrid | España   | 1964-65 |

### Campeonatos internacionales
| Título         | Club (*)                        | Sede      | Año                    |
| -------------- | ------------------------------- | --------- | ---------------------- |
| Copa de Ferias | F. C. Barcelona                 | Barcelona | 1955-58                |
| Copa de Ferias | F. C. Barcelona                 | Barcelona | Copa de Ferias 1958-60 |
| Copa América   | Selección de fútbol de Paraguay | Perú      | 1953                   |

(*) Incluyendo la selección.